# Спектор, Ронни
Ронни Спектор (англ. Ronnie Spector, ур. Вероника Иветт Беннетт (англ. Veronica Yvette Bennett), 10 августа 1943, Нью-Йорк, США — 12 января 2022, Данбери, Коннектикут, США) — американская певица, соучредительница и фронтменка группы The Ronettes. В прошлом супруга известного музыкального продюсера Фила Спектора.
В конце 1950-х годов Ронни вместе со своей старшей сестрой Эстель Беннетт и их двоюродной сестрой Недрой Тэлли создала певческую группу. В 1963 году они подписали контракт с лейблом Philles Records Фила Спектора, и он продюсировал большую часть их записей. В 1960-х годах у The Ronettes был ряд хитов, в том числе «Be My Baby» (1963), «Baby, I Love You» (1963), «(The Best Part of) Breakin' Up» (1964), «Do I Love You?» (1964) и «Walking in the Rain» (1964). Ронни вступила в брак с Филом в 1968 году. После развода пары в 1974 году Ронни воссоздала группу The Ronettes и возобновила выступления.
В 1980 году Спектор выпустила свой дебютный сольный альбом Siren. Её карьера возродилась, когда в 1986 году она снялась в песне и видеоклипе Эдди Мани «Take Me Home Tonight», сингле, вошедшем в пятёрку лучших на Billboard. Затем она выпустила альбомы Unfinished Business (1987), Something's Gonna Happen (2003), Last of the Rock Stars (2006) и English Heart (2016). Она также записала одну продолжительную композицию «She Talks to Rainbows» (1999). В 1990 году Ронни Спектор опубликовала мемуары «Будь моей малышкой: как я пережила тушь для ресниц, мини-юбки и безумие, или Моя жизнь потрясающей Ронетт».
В 2007 году она была включена в Зал славы рок-н-ролла как участница группы The Ronettes. В 2023 году журнал Rolling Stone поместил Ронни Спектор на 70-е место в своём списке «200 величайших певцов всех времён».

## Личная жизнь и смерть

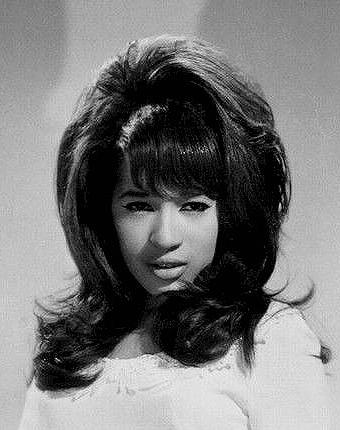
Спектор в 1966

У Ронни и Фила Спектора завязался роман вскоре после того, как она подписала контракт с его лейблом в 1963 году. В начале их отношений она не знала, что он женат. Однажды Ронни была задержана детективами отеля за проституцию в отеле «Дельмонико» в Нью-Йорке после того, как покинула забронированный ими номер. Ей разрешили позвонить Филу, который угрожал отелю, а затем её отпустили. После того, как Фил развелся со своей женой в 1965 году, он купил дом в Беверли-Хиллз, где жил с Ронни. Они поженились в мэрии Беверли-Хиллз 14 апреля 1968 года. Ронни сменила фамилию и стала известна как Ронни Спектор. Их сын Донти Филип был усыновлён в 1969 году. Два года спустя Фил преподнес ей «сюрприз на Рождество» в виде приёмных близнецов — Луиса и Гэри.
В своих мемуарах 1990 года Ронни утверждала, что после их женитьбы Фил подвергал её многолетнему психологическому давлению и саботировал её карьеру, запрещая выступать. Она рассказала о том, что он окружил их дом колючей проволокой и сторожевыми собаками, а также конфисковал её обувь, чтобы помешать ей уйти. В тех редких случаях, когда он отпускал её одну, ей приходилось вести машину с манекеном Фила в натуральную величину. Она заявила, что Фил установил в подвале золотой гроб со стеклянной крышкой, пообещав, что убьёт её и выставит напоказ её труп, если она когда-нибудь уйдёт от него. Она начала пить и посещать собрания Анонимных Алкоголиков (АА), чтобы сбежать из дома.
В 1972 году Ронни с помощью своей матери сбежала из их особняка босиком и без каких-либо вещей. «Я знала, что если не уйду, то умру там», — сказала она. В результате их бракоразводного процесса в 1974 году Ронни лишилась всех будущих доходов от записи пластинок, утверждая, что Фил угрожал ей наёмным убийцей. Она получила 25 000 долларов, подержанный автомобиль и ежемесячные алименты в размере 2500 долларов в течение пяти лет. Позже она дала показания, что во время их брака Фил часто наставлял на неё пистолет и угрожал убить, если она не откажется от опеки над их детьми.
Она пыталась перестроить свою карьеру, сохранив профессиональную фамилию Спектор, говоря: «мне нужно было как можно скорее вернуться к работе, меня так долго не пускали». По её словам, Фил нанял адвокатов, чтобы помешать ей исполнять свои популярные песни, и отказал ей в авторских гонорарах. В 1988 году The Ronettes подали на Фила Спектора в суд с требованием возместить ущерб в размере 10 миллионов долларов, расторгнуть контракт, вернуть записи и деньги, полученные от их продажи. Потребовалось 10 лет, чтобы дело дошло до суда. После продолжительной судебной тяжбы суд постановил, что их контракт даёт Филу безусловные права на записи, но Ронни имеет право на свою долю гонораров.
В 1982 году вышла замуж за своего менеджера Джонатана Гринфилда. Проживали в Данбери (Коннектикут); в браке родилось двое сыновей.
Ронни Спектор умерла в своём доме в Данбери от рака на 79-м году жизни 12 января 2022 года.

## Дискография
The Ronettes
- The Ronettes Featuring Veronica (1961)
- Presenting the Fabulous Ronettes Featuring Veronica (1965)
- The Ronettes Greatest Hits – Volume 1 (1981)
- The Ronettes Greatest Hits – Volume 2 (1981)
- The Best of the Ronettes (1992)

Сольные альбомы
- Siren (1980)
- Unfinished Business (1987)
- She Talks to Rainbows EP (1999)
- Something's Gonna Happen EP (2003)
- Last of the Rock Stars (2006)

## Галерея

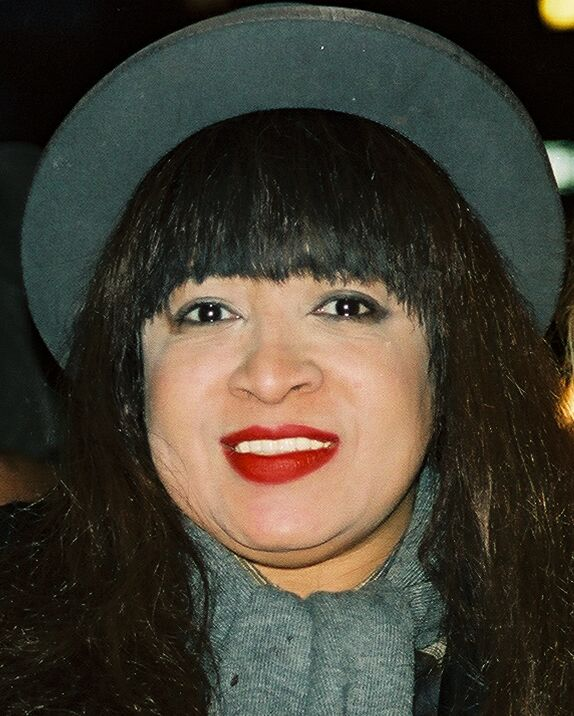
Ронни Спектор 2000.
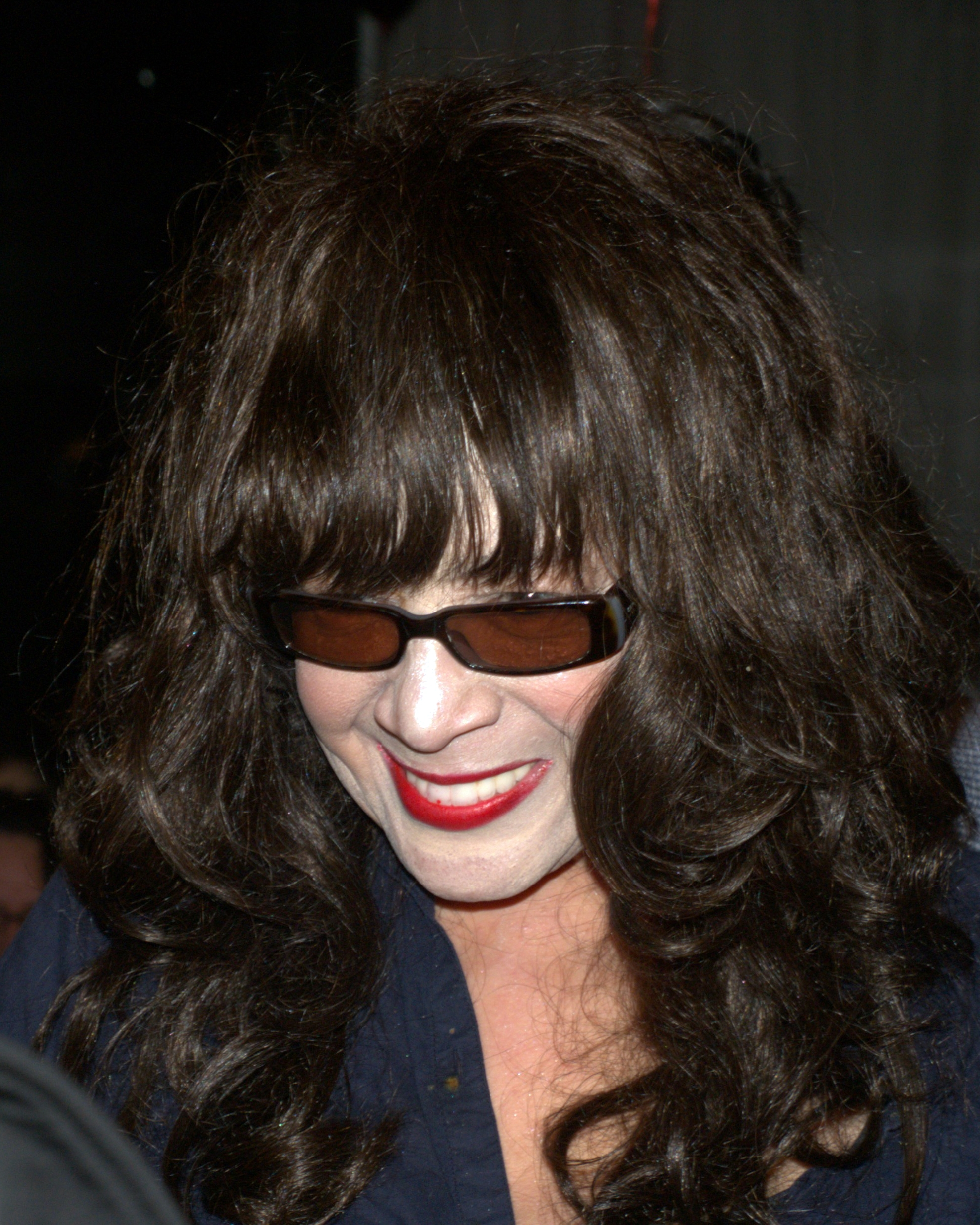
Ронни Спектор 2010.
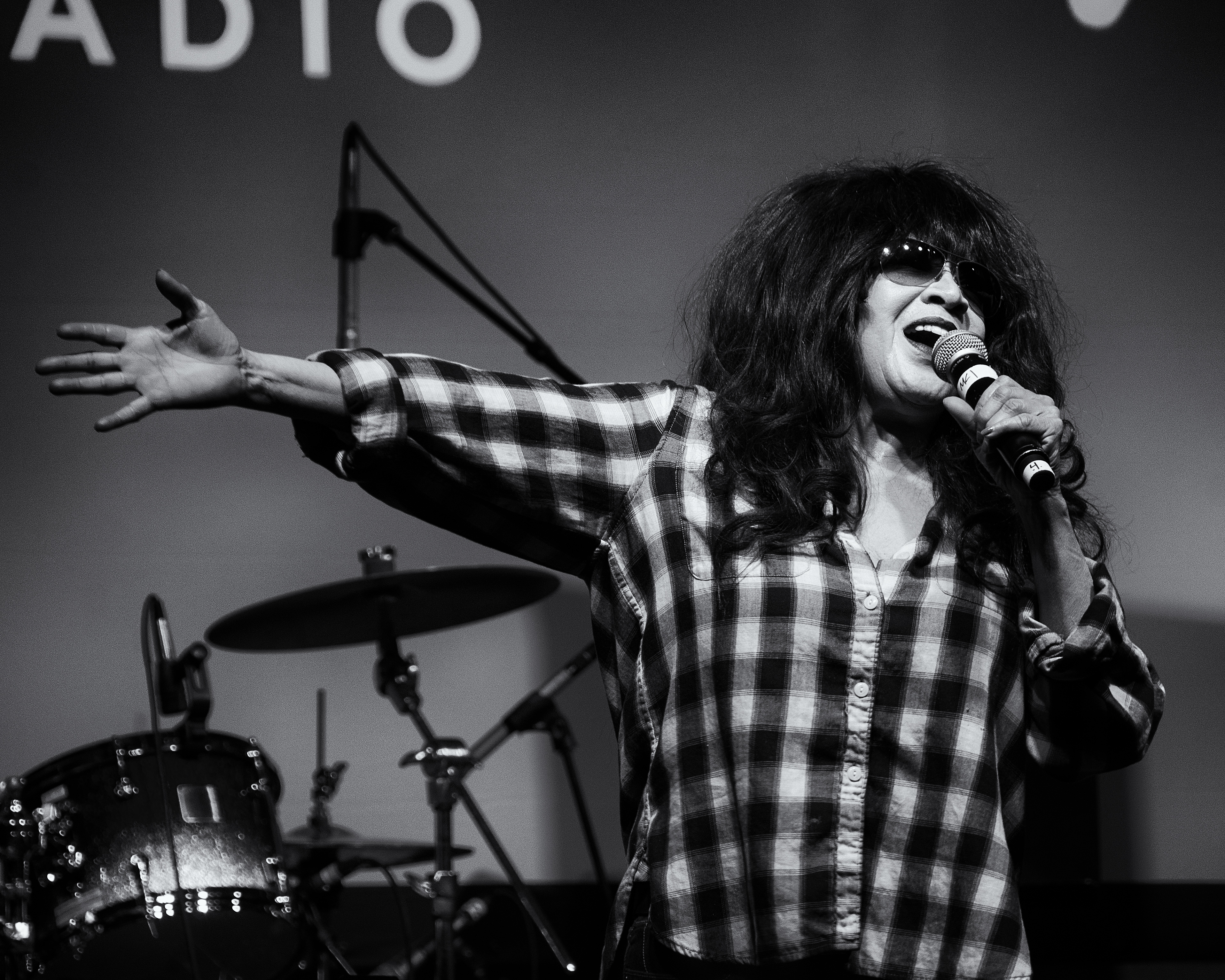
Ронни Спектор 2014.
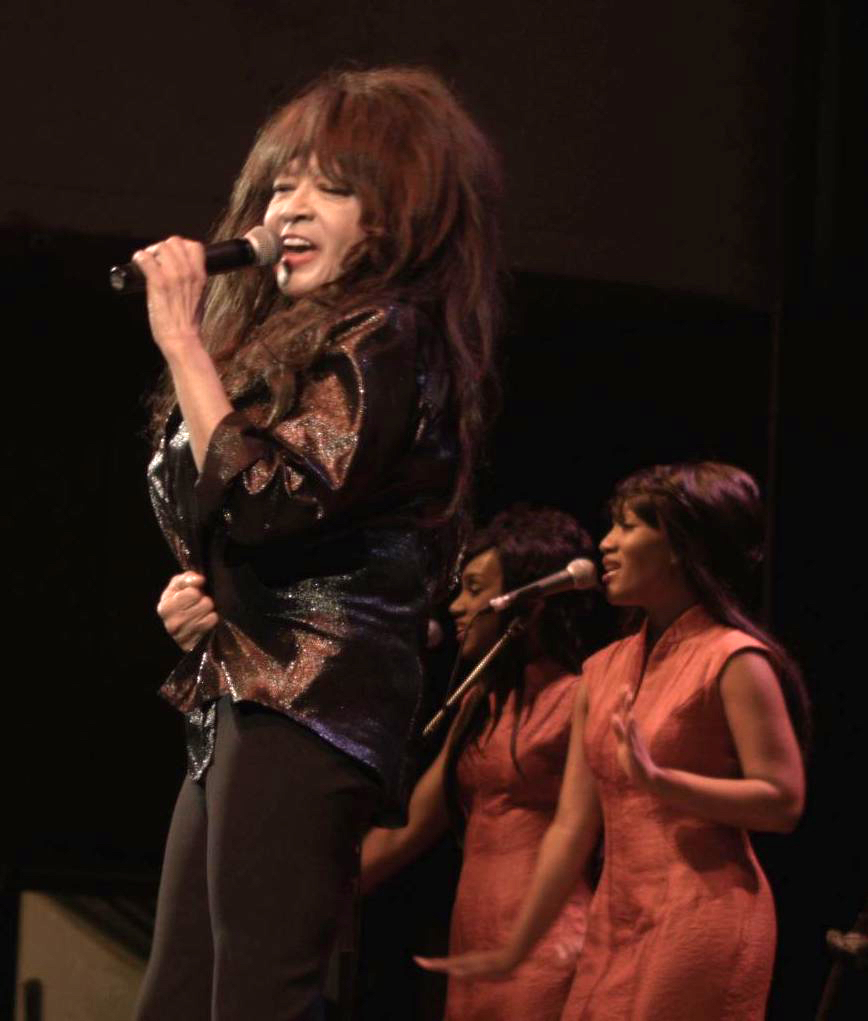
Ронни Спектор 2015.

## Цитируемые работы
- Томпсон, Дэйв (2003). Стена боли: биография Фила Спектора. Лондон: Издательство Sanctuary Publishing. ISBN 9781860745430.